# Lew Gennadijewitsch Woronin
Lew Gennadijewitsch Woronin (russisch Лев Геннадиевич Воронин, * 8. Juni 1971 in Astrachan, Russische SFSR, UdSSR) ist ein russischer Handballtrainer und ehemaliger Handballspieler, der zumeist auf Rechtsaußen eingesetzt wurde.

## Karriere
Der 1,85 m große und 94 kg schwere Linkshänder begann seine Profikarriere in seiner Heimatstadt bei Dinamo Astrachan. Mit der Mannschaft vom Kaspischen Meer wurde er 1989 sowjetischer Vizemeister. Ein Jahr später feierte er schließlich den Gewinn der Meisterschaft. 1991 wurde er erneut Vizemeister und erreichte das Halbfinale im IHF-Pokal 1991. Im Euro-City-Cup 1997/98 scheiterte er im Achtelfinale. 1998 wechselte er in die deutsche 2. Handball-Bundesliga zur TSG Friesenheim. Mit der TSG erreichte er das Viertelfinale im DHB-Pokal 2007/08, scheiterte aber vor dem Erreichen des Final Four am THW Kiel. Nach dieser Saison und zehn Jahren in Deutschland kehrte er als Spielertrainer nach Astrachan zurück. Dort erreichte er noch einmal das Viertelfinale im EHF-Pokal 2008/09. In der Saison 2009/10 wurde er zum Cheftrainer befördert. Ab 2010 trainierte er den russischen Verein GK Permskije Medwedi, mit dem er 2014 den Pokal gewann. Ab Februar 2015 bis 2017 war er unter Dmitri Torgowanow als Co-Trainer der russische Nationalmannschaft tätig. Nach der Saison 2015/16 gab Woronin sein Traineramt bei GK Permskije Medwedi ab und wurde Geschäftsführer beim russischen Handballverband. Im Juni 2024 übernahm er zusätzlich das Traineramt der russischen Nationalmannschaft.
Lew Woronin war seit 1995 feste Größe der erfolgreichen Russischen Nationalmannschaft der 1990er Jahre. Der Außenspieler wurde bei der Europameisterschaft 1996 Europameister, bei der Weltmeisterschaft 1997 Weltmeister und bei den Olympischen Spielen 2000 Olympiasieger. In Sydney wurde er als bester Rechtsaußen in das All-Star-Team gewählt. Bei der Weltmeisterschaft 1999 und der Europameisterschaft 2000 unterlag er im Finale den großen Rivalen aus Schweden. Bei seinen ersten Olympischen Spielen 1996 wurde er Fünfter, bei der Europameisterschaft 1998 Vierter. Insgesamt bestritt Woronin 114 Länderspiele.
Für den Olympiasieg erhielt er die Auszeichnung Verdienter Meister des Sports der UdSSR.

## Privates
Lew Woronin ist verheiratet und hat zwei Söhne.